# Johann Georg Taentzel
Johann Georg Taentzel (auch: Tänzel, Taenzel, Täntzel) (* 16. Mai 1755; † 21. November 1815 in Hannover) war ein deutscher Hof-Maurermeister-Architekt und Steinhauer.

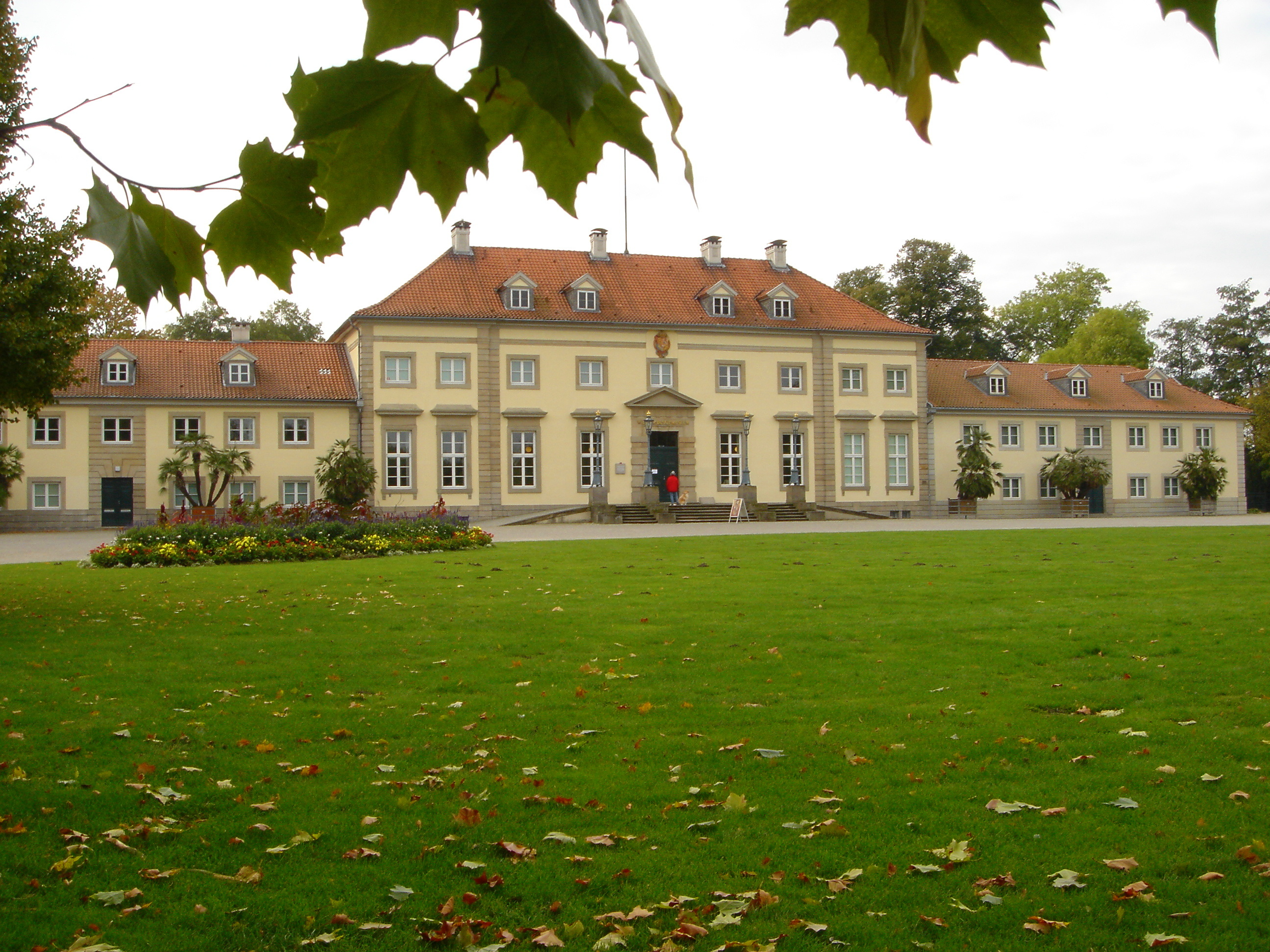
Das Wallmodenschlösschen von 1779, heute Wilhelm Busch – Deutsches Museum für Karikatur und Zeichenkunst

## Leben
Johann Georg war der Sohn des Hofmaurermeisters Johann Christoph Taentzel und der Vater von Ernst Ludwig Taentzel.
Schon 1771, 1776 und 1779 war Johann Georg Taentzel an Bauten im Wallmodengarten (heute Georgengarten) beteiligt. In dieser Zeit erhielt er 1777 seinen Meistertitel und errichtete, nach einem Entwurf gemeinsam mit dem Baumeister Joseph Gerloff und dem Militäringenieur Johann Heinrich Borchers für Graf Johann Ludwig von Wallmoden-Gimborn anstelle des früheren Görtzschen Palais das Wallmodenschlösschen. In dem Palais wollte der Graf seine umfangreichen Sammlungen unterbringen.
1779/80 baute Taentzel den Saal des Ballhofes um, erhielt 1780 den Titel des Hofsteinhauers und fertigte im selben Jahr eine Bauaufnahme des Schlosses Herrenhausen, das er mit einem schlichten Putz versah.
Nachdem Taentzel seit 1787 an der Planung und Bebauung der Georgstraße beteiligt war – er lieferte unter anderem Entwürfe für Musterhäuser – durfte er sich spätestens 1788 sowohl Hofmaurermeister als auch Ratsmaurermeister nennen.
Johann Georgs denkmalgeschütztes Grabmal findet sich, ebenso wie das seines Sohnes, auf dem Gartenfriedhof in Hannover. Der Steinblock trug nach Hinrich Hesse die Grabnummer 470 und stand in der Nähe von 7 weiteren Grabmälern mit Namen Täntzel oder Taentzel mit den Nummern 467 bis 474, darunter Hofmaurermeister Ernst Ludwig Taentzel, die teilweise auch mehrere Namen auf einem Grabstein aufführen.

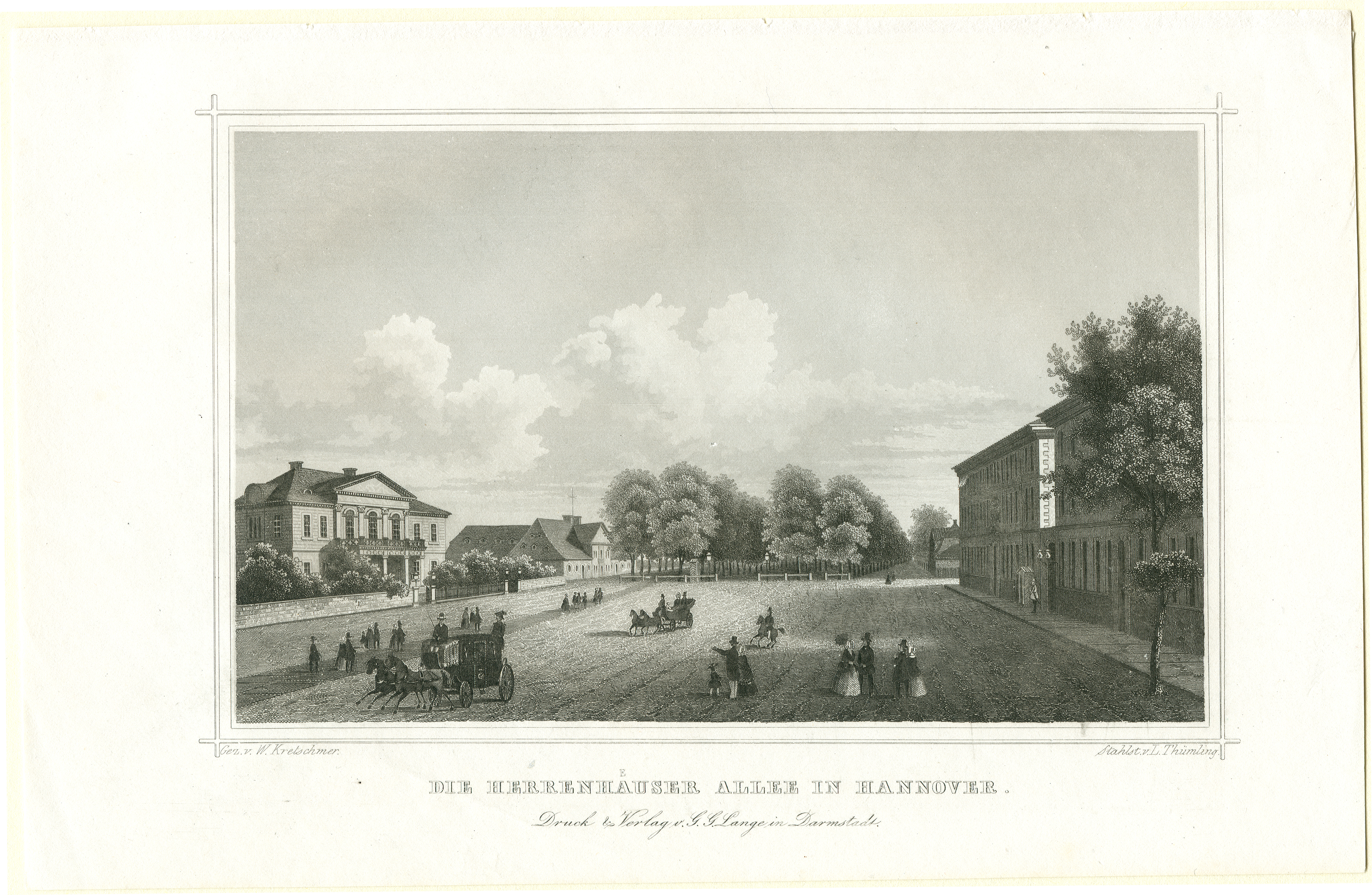
Das Heu- und Strohmagazin (zweites Haus von links) am Königsworther Platz auf einem Stahlstich von Louis Thümling nach Wilhelm Kretschmer, um 1858

## Weitere Werke
- 1792: Bürgerwache (Stadtsoldatenwache)[1]
- 1797 bis 1800: Neubau des Vergnügungslokals Vauxhall[1] auf der Leineinsel, dem späteren Gebäude des Lyceums, des Ratsgymnasiums[8]
- 1779 bis 1800: Heu- und Strohmagazin an der Jägerstraße (am Königsworther Platz)[9]
- um 1799: Clubhaus in der Friedrichstraße[1]
- um 1800: Wohnhaus für den Grafen von Kielmannsegge an der Georgstraße[9]
- 1808: Ihmebrücke[1] zwischen Hannover und Linden